# Ixora hallieri
Ixora hallieri är en måreväxtart som beskrevs av Cornelis Eliza Bertus Bremekamp. Ixora hallieri ingår i släktet Ixora och familjen måreväxter. Inga underarter finns listade i Catalogue of Life.